# Дзержкі-Зомбкі
Дзержкі-Зомбкі (пол. Dzierżki-Ząbki) — село в Польщі, у гміні Посвентне Білостоцького повіту Підляського воєводства.
У 1975-1998 роках село належало до Білостоцького воєводства.